# 726 (číslo)
Sedm set dvacet šest je přirozené číslo. Následuje po čísle sedm set dvacet pět a předchází číslu sedm set dvacet sedm. Římskými číslicemi se zapisuje DCCXXVI a řeckými číslicemi ψκς.

## Matematika
726 je:
- Abundantní číslo
- Složené číslo
- Nešťastné číslo

## Astronomie
- (726) Joëlla je planetka hlavního pásu, kterou objevil v roce 1911 Joel Hastings Metcalf

## Roky
- 726
- 726 př. n. l.